# Горан (село)
Горан (болг. Горан) — село в Болгарии. Находится в Ловечской области, входит в общину Ловеч. Население составляет 371 человек.

## Политическая ситуация
В местном кметстве Горан, в состав которого входит Горан, должность кмета (старосты) исполняет Надежда Кунчева Петкова (Болгарская социалистическая партия (БСП)) по результатам выборов.
Кмет (мэр) общины Ловеч — Минчо Стойков Казанджиев (Болгарская социалистическая партия (БСП)) по результатам выборов.